# Józef Piłsudski Institute of America

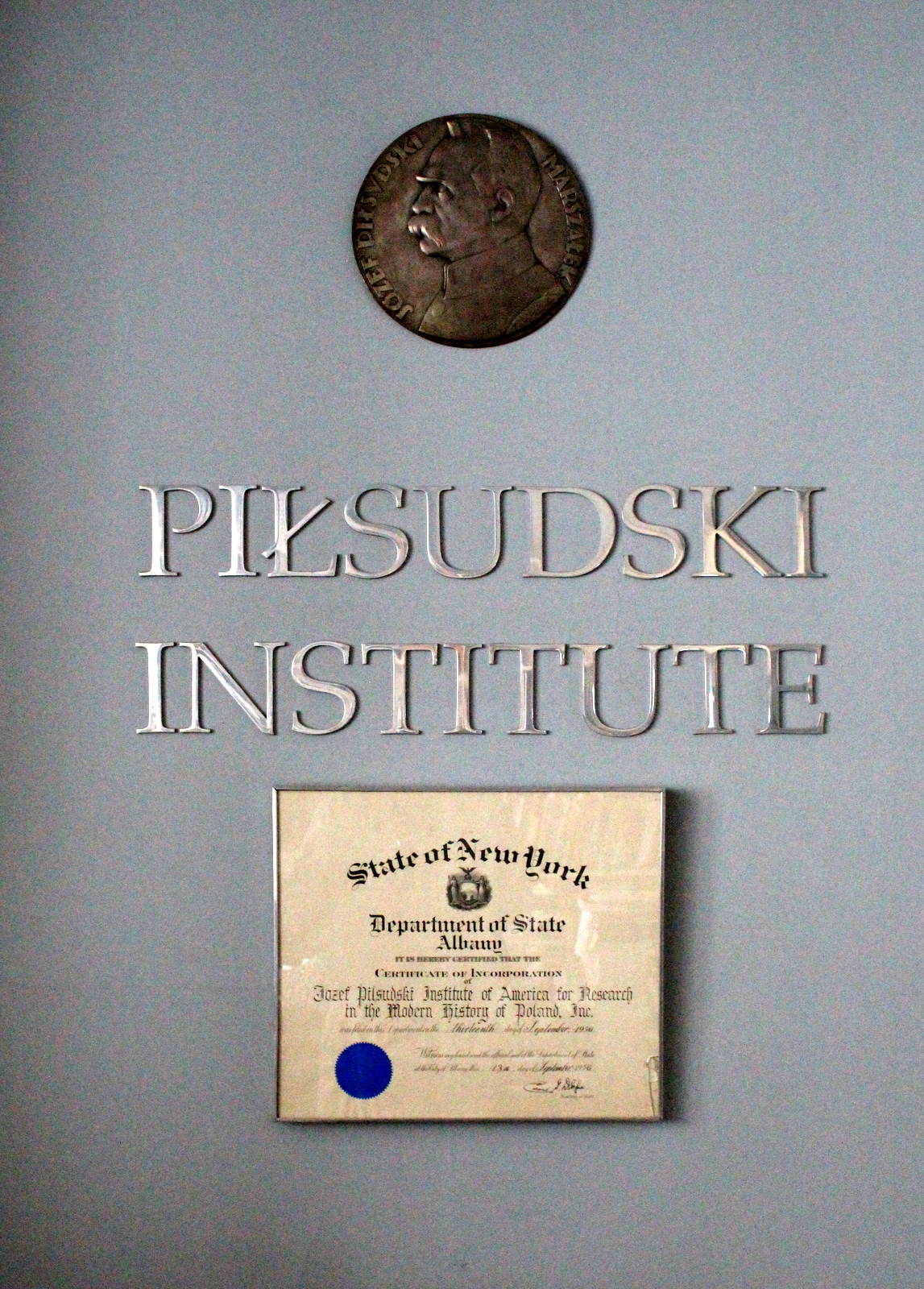
Certificat d'incorporation du Józef Piłsudski Institute of America, sur un mur de son siège à New York

Le Józef Piłsudski Institute of America (Instytut Józefa Piłsudskiego w Ameryce en polonais, Institut Józef-Piłsudski en Amérique) est un centre de recherche sur l'histoire moderne de la Pologne créé par des membres de l'émigration polonaise aux États-Unis.
Fondé en 1943, le centre se trouve à New York.
Le centre a pour objectif principal de « maintenir des installations de recherche scientifique constante et indépendante portant non seulement sur la collecte et l'organisation des documents historiques, mais aussi de populariser la connaissance pure sur Pologne et de son histoire récente ».